# De Waarheid (krant)

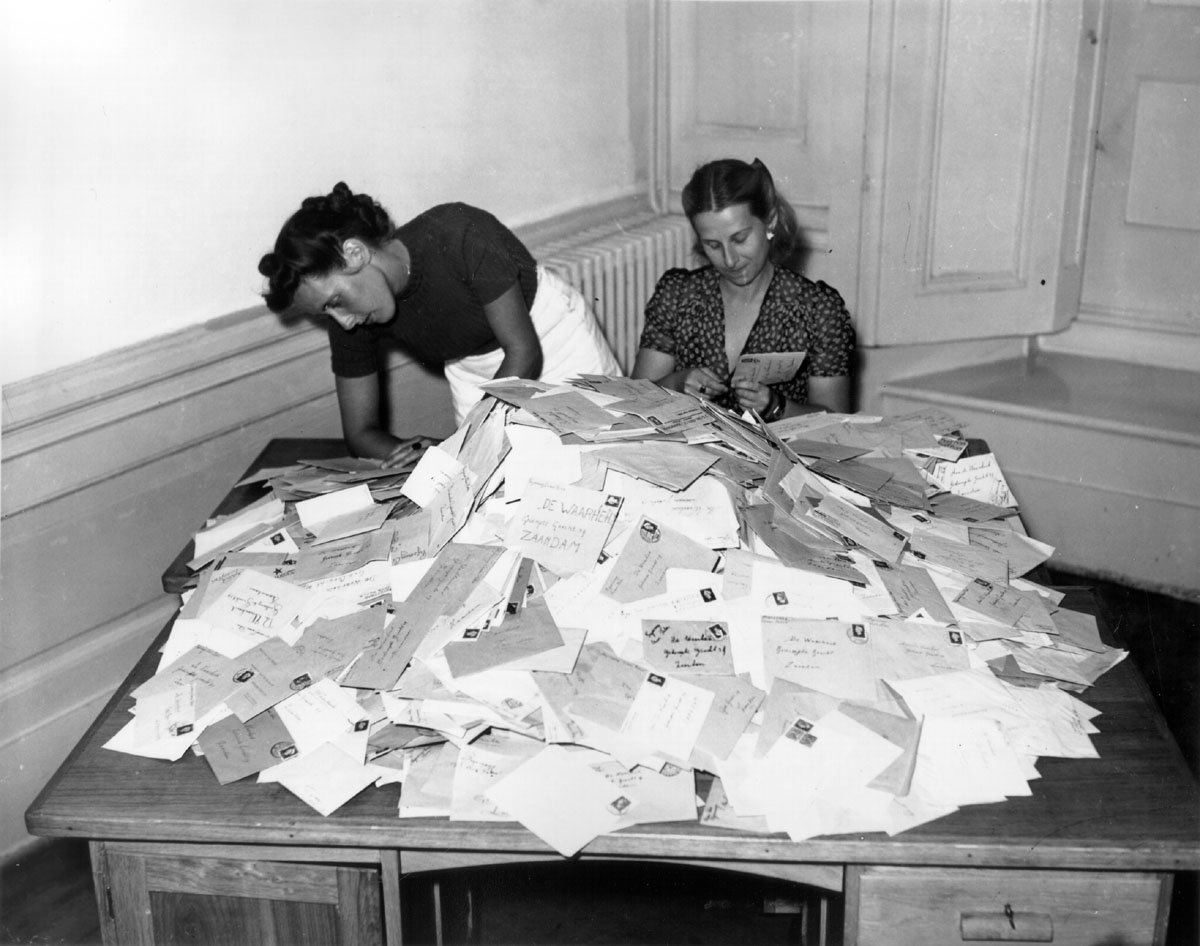
Post n.a.v. een prijsvraag van De Waarheid, Gedempte Gracht, Zaandam, 28 augustus 1947

De Waarheid is een voormalige Nederlandse krant van communistische signatuur. Het blad begon in 1940 tijdens de Duitse bezetting als verzetskrant en was de opvolger van de vooroorlogse communistische dagbladen De Tribune (1909-1937) en Het Volksdagblad (1937-1940). Het eerste nummer verscheen in november 1940 en later groeide het blad uit tot een van de belangrijkste illegale bladen in de bezettingstijd.
Na de bevrijding ging de krant verder als dagblad. Hoewel het ook algemeen nieuws bracht, was het tevens het partijblad van de Communistische Partij van Nederland (CPN), waardoor het te vergelijken was met Pravda, de spreekbuis van de communistische partij in de Sovjet-Unie (waarvan de naam eveneens waarheid betekent). Na de Tweede Wereldoorlog was De Waarheid het op één na grootste dagblad van Nederland (na Het Vrije Volk), maar tijdens de Koude Oorlog kalfde de oplage flink af tot minder dan tienduizend, waarna het dagblad in 1990 werd opgeheven.

## Voorgeschiedenis en illegaliteit
De Communistische Partij van Nederland (CPN) en de voorloper ervan hadden sinds decennia een eigen krant, De Tribune, die sinds 1916 als dagblad uitkwam en in 1937 overging in Het Volksdagblad. Tot 23 april 1938 was Alexander Salomon de Leeuw de hoofdredacteur, daarna was dat Paul de Groot. Toen de Duitse troepen op 10 mei 1940 Nederland binnenvielen verbood de Nederlandse generaal Henri Winkelman Het Volksdagblad. Na capitulatie van het Nederlandse leger kwam dit verbod formeel te vervallen en verscheen Het Volksdagblad weer (eenmalig) op 26 juni 1940. Een dag later werd echter (opnieuw) een verschijningsverbod afgekondigd.
Het partijbestuur van de CPN had intussen al op 15 mei 1940, direct na de Nederlandse capitulatie, besloten om de illegaliteit (het verzet) in te gaan. De eerste maanden werden besteed aan het opzetten en organiseren van een landelijk netwerk van stencilposten. De hoofdartikelen van De Waarheid werden centraal geschreven, maar overal in het land werden bij de eigen edities plaatselijke artikelen geschreven. In verschillende plaatsen verscheen de lokale editie onder de naam De Vonk en in het noorden van het land onder de naam Het Noorderlicht. Paul de Groot fungeerde wederom als hoofdredacteur.
Het eerste nummer van De Waarheid kwam uit op 23 november 1940, in een oplage van 6.000 exemplaren. Het had als hoofdartikel "De weg naar de vrijheid". In dit nummer werd de oorlog beschreven als een imperialistische oorlog, waaraan niet alleen Duitsland, maar ook Engeland en Frankrijk schuld hadden. Ook werd direct stelling genomen tegen het antisemitisme van de Duitse bezetters.
In februari 1941 werd met de stencilapparaten van De Waarheid de beroemde oproep "Staakt, staakt, staakt" verspreid die leidde tot de Februaristaking.
De Waarheid en zijn medewerkers werden fel door de Duitsers vervolgd. Tientallen medewerkers van de krant moesten hun activiteiten met de dood bekopen. Minstens 130 communistische verzetslieden – inclusief de krantmedewerkers – werden na arrestatie geëxecuteerd. Begin 1943 werd Jan Janzen, verantwoordelijk voor de technische organisatie van de krant, opgepakt en geëxecuteerd. Op 31 januari 1943 werd Cornelis Aarnouts gearresteerd omdat hij betrokken was bij het drukken en verspreiden van de krant. Na gevangenschap is hij op de Waalsdorpervlakte doodgeschoten. In november van datzelfde jaar werd Jan Postma, verantwoordelijk voor de inhoud van de krant, opgepakt en later doodgeschoten. Door verraad werden veel communisten opgepakt, maar toch kon De Waarheid de hele oorlog doorkomen.
In november 1943 kwam A.J. Koejemans bij de illegale Waarheid werken. Hij zou na de oorlog de eerste hoofdredacteur van de landelijke legale De Waarheid worden. Wim Puister, lid van de dagelijkse leiding van de illegale CPN, was belast met de organisatie van de verschijning van de Waarheid. Hij regelde met medewerking van de mensen van het Algemeen Handelsblad trainingen om te kunnen werken met rotatiepersen voor de drukkers van de Waarheid. Daartoe had men reeds een rotatiepers overgenomen van drukkerij Heiermann in de Jordaan. De eerste tijd na de oorlog werd De Waarheid gedrukt op de persen van het Algemeen Handelsblad, dat wegens gedwongen medewerking aan de Duitse bezetter enige tijd niet mocht uitkomen.
Daarna werd het hoofdkwartier van het blad gevestigd in het gebouw Felix Meritis aan de Keizersgracht met aan de achterkant van het gebouw de nieuw gebouwde drukkerij op de Prinsengracht. De eerste directeuren van de legale Waarheid waren Wim Hulst en Nico van der Drift. Van der Drift zou tot ca. 1952 aanblijven als directeur, daarna werd deze post door diverse andere personen waargenomen. Overigens was het eerste legale nummer van De Waarheid al verschenen in september 1944 in Brunssum en Eindhoven, nadat de zuidelijke Nederlanden bevrijd waren. De eerste landelijke legale editie kwam uit op 6 mei 1945. De krant was ondergebracht in de Stichting Bepenak (Bevordering van de Pers van de Nederlandse Arbeiders klasse).
Vanaf 5 mei 1945 droeg de krant als ondertitel: "Volksdagblad voor (bevrijd) Nederland".
Uitgeverij Pegasus gaf in 1980 een boek uit met de titel De Waarheid in de oorlog, een bundeling van illegale nummers '40-'45 , met fotokopieën van alle verschenen nummers van de illegale Waarheid.
In 1983 werd het Monument De Waarheid onthuld ter nagedachtenis aan de oorlogse periode.

## Koude Oorlog
Direct na de oorlog was De Waarheid enige tijd de grootste krant van Nederland. Het was een van de weinige kranten die direct van het begin af aan ijverden voor de onafhankelijkheid van Indonesië.
Na 1945 kwam echter de Koude Oorlog, in deze periode (waarin Nederland officieel aan de kant van de Verenigde Staten stond) werd De Waarheid als communistische krant geïsoleerd. De Nederlandse overheid creëerde in de jaren veertig de Binnenlandse Veiligheidsdienst (BVD), die als belangrijkste taak had de communisten in Nederland in de gaten te houden. Zo probeerde de BVD alle abonnees van De Waarheid in kaart te brengen.
Na de bevrijding werd A.J. Koejemans hoofdredacteur van De Waarheid. Hij wilde die krant toegankelijk maken voor een breed publiek en kwam daardoor in conflict met de partijleider Paul de Groot die hem ontsloeg. Koejemans moest toen ook ontslag nemen als Eerste Kamerlid en zijn lidmaatschap van de Provinciale Staten opgeven.
Na de machtsovername van de communisten in Praag (1948) kwam er veel kritiek op de krant, ook na de Sovjet-inval in Hongarije (1956). Die laatste militaire inval leidde tot anticommunistische rellen en tot straatterreur tegen individuele communisten en lezers van De Waarheid door heel Nederland. In Amsterdam kwam het zelfs tot een belegering van Felix Meritis, het toenmalige hoofdkantoor van de CPN waar ook De Waarheid in een gebouw aan de achterkant van Felix Meritis op de Prinsengracht werd gedrukt. De communisten in het gebouw slaagden er evenwel in het gebouw en de persen te verdedigen, waardoor de krant gewoon kon verschijnen.

## Interne strijd
De twisten binnen de CPN waren zeker zo ingrijpend voor De Waarheid. Als gevolg daarvan moest al snel na de oorlog A.J.Koejemans het veld ruimen, maar ook andere redacteuren en hoofdredacteuren zouden de komende jaren in ongenade vallen. Hoewel de CPN en De Waarheid in de jaren zestig een onafhankelijke koers volgden ten opzichte van de Sovjet-Unie, met name in het ideologische conflict tussen de Sovjet-Unie en China, zouden de tegenstanders van De Waarheid de krant er altijd van betichten met Moskou te heulen. In 1968 nam de krant hard stelling tegen de Russische onderdrukking van de Praagse Lente.
In de Nederlandse politieke verhoudingen is De Waarheid altijd een eigenzinnige koers blijven volgen. Dat bleek al in 1956 bij de Greet Hofmans-affaire. Op initiatief van de Rijksvoorlichtingsdienst hadden alle hoofdredacteuren zichzelf censuur opgelegd door af te spreken om niet te publiceren over de gebedsgenezeres Greet Hofmans, die als een splijtzwam diende in het huwelijk van koningin Juliana en prins Bernhard. Informatie hierover kon men in Nederland alleen krijgen via buitenlandse periodieken en dankzij De Waarheid.

## Verdwijnen
Tijdens de Koude Oorlog daalde de oplage van De Waarheid jaarlijks. In de jaren zestig en zeventig ging het tijdelijk beter met de krant, vooral doordat zij steeds meer kritiek uitte op de Verenigde Staten in verband met de oorlog in Vietnam. Maar eind jaren zeventig verdween dat krediet weer door nieuwe problemen binnen de CPN. De Waarheid probeerde zich hiervan te ontdoen door zich te ontwikkelen tot een krant voor heel links Nederland. Maar men slaagde hier inhoudelijk niet in; het communistisch verleden was een te zware belasting.
Vanaf 1986 kwam De Waarheid uit op tabloidformaat. Zij was daarmee het eerste Nederlandse dagblad in dat formaat.
Op 28 april 1990 kwam de laatste editie voor de toen krap 6000 abonnees. De Waarheid werd omgezet in een opinieweekblad: Forum, dat op 7 maart 1991 werd opgeheven. De CPN hief zichzelf op op 15 juni 1991, waarmee ook een definitief einde kwam aan de geschiedenis van het partijorgaan De Waarheid.

## Oplagecijfers
- 1945 (september): 341.550
- 1947: 150.000
- 1948: 135.000
- 1950: 113.000
- 1955: 50.000
- 1960: 29.000
- 1966: 22.000
- 1968: 21.200
- 1970: 20.000
- 1975: 22.000
- 1980: 26.000
- 1985: 12.000
- 1988: 9.000
- 1990: 6.000

## Hoofdredacteuren
| Anthoon Johan Koejemans         | 1945-1948 |
| Fred Schoonenberg Paul de Groot | 1948-1949 |
| Fred Schoonenberg Friedl Baruch | 1949-1953 |
| Marcus Bakker                   | 1953-1958 |
| Joop Wolff                      | 1958-1978 |
| Gijs Schreuders                 | 1978-1982 |
| Bart Schmidt                    | 1982-1983 |
| Constant Vecht                  | 1983-1986 |
| Paul Wouters                    | 1986-1988 |
| Frank Biesboer                  | 1988-1990 |